# Wœlfling-lès-Sarreguemines
Wœlfling-lès-Sarreguemines là một xã trong tỉnh Moselle, vùng Grand Est đông bắc nước Pháp.